# Печинска
Печинска (болг. Печинска) — село в Болгарии. Находится в Смолянской области, входит в общину Мадан. Население составляет 38 человек.

## Политическая ситуация
В местном кметстве Бориново, в состав которого входит Печинска, должность кмета (старосты) исполняет Руфат Мехмед Фелети (Движение за права и свободы (ДПС)) по результатам выборов правления кметства.
Кмет (мэр) общины Мадан — Атанас Александров Иванов (Болгарская социалистическая партия (БСП)) по результатам выборов в правление общины.